# Первый Венский арбитраж
Первый Венский арбитраж был проведён 2 ноября 1938 года в Вене, в Бельведерском дворце министрами иностранных дел Германии — Иоахимом фон Риббентропом и Италии — Галеаццо Чиано, для решения «венгерского вопроса» во Второй Чехословацкой Республике. Необходимость срочного урегулирования чехословацко-венгерского национально-территориального конфликта была предусмотрена в Мюнхенском соглашении, подписанном 30 сентября 1938 года.
Во время Первого Венского арбитража арбитры из нацистской Германии и фашистской Италии искали способ ненасильственного удовлетворения территориальных претензий Венгрии, связанных с пересмотром Трианонского договора 1920 года.
В результате арбитража от Чехословакии были отделены и переданы Венгрии южная часть Подкарпатской Руси и районы южной Словакии, населённые преимущественно венграми. Таким образом Венгрия возвратила часть территорий, утраченных в результате распада Австро-Венгрии после Первой мировой войны. Общая площадь переданных Венгрии территорий составила 12 400 км², где проживало более 1 млн человек. В течение ноября 1938 — марта 1939 года прошедшая делимитация чехословацко-венгерской границы определила только её словацкий участок, что позволило Венгрии, после провозглашения независимости Словакии 14 марта 1939 года (и таким образом де-факто распада Чехословакии), начать оккупацию оставшейся части Карпатской Руси.
Парижская мирная конференция 1947 года объявила решения Первого Венского арбитража юридически ничтожными.

## Переговоры

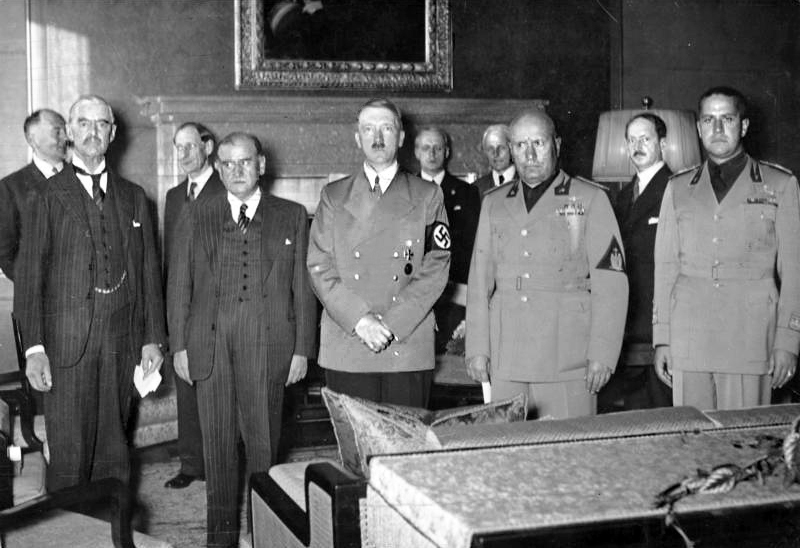
Во время подписания Мюнхенского соглашения. Слева направо: Чемберлен, Даладье, Гитлер, Муссолини и Чиано

### Перед началом переговоров
Венгрия открыто планировала возвращение бывших венгерских территорий — южной Словакии и Подкарпатской Руси. На некоторые территории Словакии претендовала и Польша. Однако Венгрия, у которой в результате Трианонского договора 1920 года практически не осталось армии, опасалась военного конфликта с хорошо вооружённой Чехословакией. Как сказал Хорти 16 октября 1938 года, «Венгерская военная интервенция была бы бедствием для самой Венгрии, так как чехословацкая армия имеет лучшее оружие в Европе, а Будапешт расположен всего лишь в пяти минутах полёта самолёта от чехословацкой границы. Они нейтрализуют меня прежде, чем я встану с постели».
30 сентября 1938 года было заключено Мюнхенское соглашение, решившее судьбу немецкого населения Чехословакии. Под давлением Польши и Венгрии к соглашению были добавлены приложения, требующие от чехословацкого правительства в трёхмесячный срок путём двусторонних переговоров решить с Польшей и Венгрией вопросы относительно территорий с преимущественно польским и венгерским населением, в противном случае вопрос должен был быть решён четырьмя подписантами Мюнхенского соглашения (Германией, Италией, Великобританией и Францией). Однако принцип ответственности четырёх подписантов за все важные события в Европе был нарушен Польшей, уже 1 октября взявшей курс на аннексию Заользья после ультиматума, выдвинутого Чехословакии 21 сентября. Переговоры, требуемые по Мюнхенскому соглашению, начались лишь 25 октября 1938 года, по их итогам 1 декабря к Польше перешло ещё 226 км² территории, на этот раз в северной Словакии, на которой проживало 4.280 человек, лишь 0,3 % из которых были поляками.
После того, как в начале октября Германия оккупировала Судетскую область, от Чехословакии 6 октября отделилась Словакия, а 11 октября объявила о своей автономии Подкарпатская Русь.

### Основные переговоры

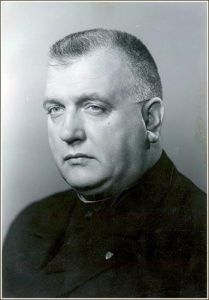
Йозеф Тисо (1936)

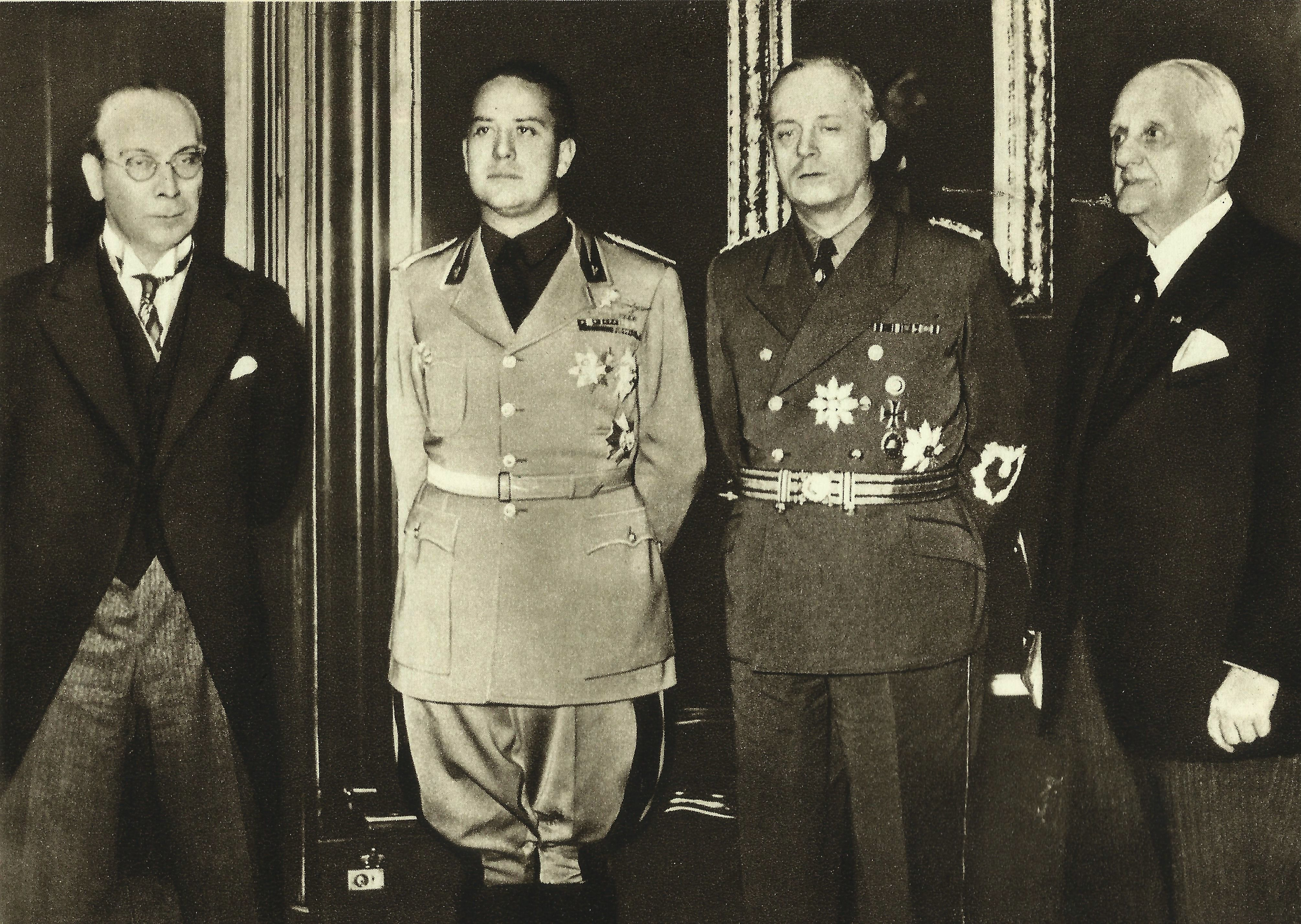
Первый Венский арбитраж: слева направо Франтишек Хвалковский, Галеаццо Чиано, Иоахим фон Риббентроп, Кальман Канья. 1938 г.

В соответствии с дополнительными приложениями к Мюнхенскому соглашению, 1 октября 1938 года Венгрия потребовала, чтобы Чехословакия начала переговоры. Под международным давлением Чехословакия была вынуждена согласиться. Переговоры проходили с 9 по 13 октября 1938 года в Комарно, на словацком берегу Дуная.
Чехословацкую делегацию возглавлял премьер-министр марионеточной Словацкой республики Йозеф Тисо, также в неё входили министр юстиции Словацкой республики Фердинанд Дюрчанский и генерал Рудольф Виест. Пражское правительство представлял доктор Иван Крно, политический директор чехословацкого министерства иностранных дел, в ранге чрезвычайного и полномочного посла. Автономную Подкарпатскую Русь представлял И. Парканый, министр без портфеля правительства Подкарпатской Руси. Венгерскую делегацию возглавляли министр иностранных дел Канья Кальман и министр образования Пал Телеки. Чехословацкая делегация (состоявшая в основном из словаков) была неопытной и неподготовленной, так как у марионеточного правительства было слишком много внутренних проблем, требующих неотложного решения. В противовес этому венгерская делегация состояла из опытных персон (к примеру, Пал Телеки был известным экспертом по географии), и у венгерского правительства была возможность обсудить с ними 8 октября план будущих переговоров.
Различие в аргументации двух сторон состояло в том, что венгерская сторона опиралась на данные переписи 1910 года (как Германия на Мюнхенской конференции), в то время как чехословацкая — на данные 1930 года, оспаривая достоверность венгерских цифр, а впоследствии приводила данные венгерских переписей населения, проводившихся до 1900 года. Одной из основной причин расхождения в цифрах было большое количество людей смешанного происхождения, а также людей, свободно владевших как словацким, так и венгерским языками — они могли легко объявить себя при переписи как словаками, так и венграми (в зависимости от того, что им казалось более выгодным). Другой причиной расхождения в цифрах переписей было то, что обе страны предпочитали заполнять вакансии в государственных структурах представителями титульных национальностей, чья лояльность государству не подвергалась сомнению. Последнее привело к тому, что после вступления в силу Трианонского договора значительное число госслужащих и интеллигенции венгерского происхождения покинуло Чехословакию (то же самое наблюдалось после вступления в силу решений Первого Венского арбитража, но уже по отношению к словакам). Согласно официальной венгерской статистике, в 1918—1924 годах свои дома было вынуждено покинуть 107 тысяч венгров (порядка 10 % венгерского населения Чехословакии).
Венгерская сторона потребовала возвращения двух населённых пунктов, которые после Первой мировой войны оказались разделены границей. Чехословацкая сторона согласилась передать Венгрии посёлок Словенске Нове Место (до 1918 года — пригород венгерского города Шаторальяуйхей) и город Шаги. 12 октября эти два населённых пункта были переданы Венгрии.

В начале переговоров Венгрия потребовала территорию южной Словакии и Подкарпатской Руси вплоть до линии (включительно) Девин (Братислава) — Братислава — Нитра — Тлмаче — Левице — Лученец — Римавска-Собота — Елшава — Рожнява — Кошице — Требишов — Павловце-над-Угом — Ужгород — Мукачево — Виноградов (город). В 1930 году на этой территории проживало 23 % населения Словакии. Далее венгры потребовали, чтобы на остальной территории Словакии был проведён плебисцит, на котором словаки бы высказались по вопросу вхождения в состав Венгрии.

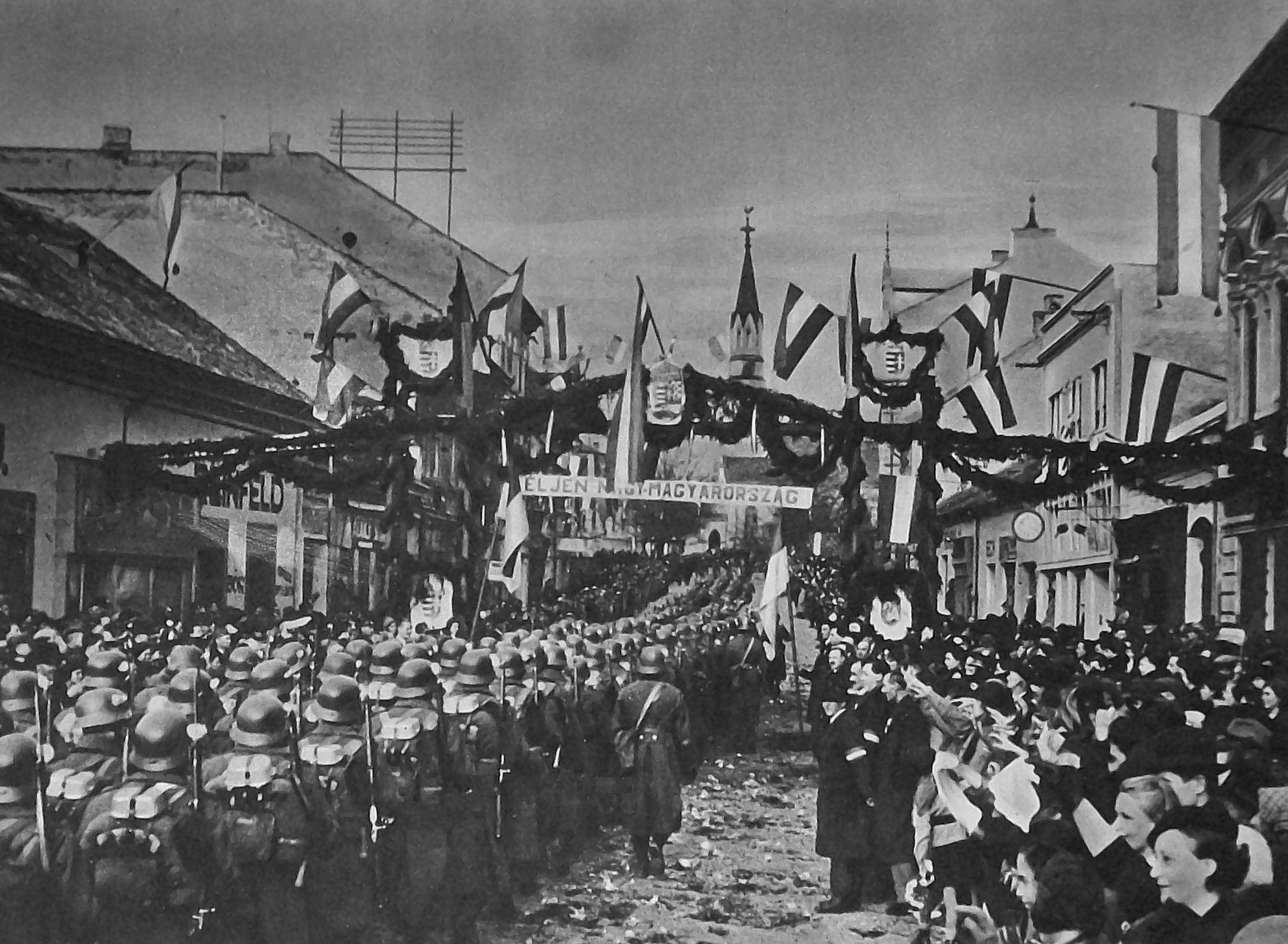
Венгерские войска заняли Лученец

В свою очередь чехословацкая делегация предложила создание венгерской автономии в составе Словакии. Канья охарактеризовал это предложение как шутку. Тогда Чехословакия предложила передать Венгрии Житный остров, создать порто-франко в Комарно и провести обмен населением в остальных приграничных регионах. Так как Венгрия отвергла и это предложение, 13 октября чехословацкая делегация предложила другое решение, согласно которому в Венгрии оставалось бы столько словаков и русинов, сколько венгров в Чехословакии; это позволило бы Чехословакии оставить за собой основные города региона — Левице, Кошице и Ужгород. Данное предложение оказалось неприемлемым для Венгрии: было непонятно, почему русины, являющиеся национальным меньшинством в обеих странах, считаются в словацком предложении словаками. Вечером 13 октября, после консультаций с Будапештом, Канья заявил, что переговоры провалились, и попросил четверых подписантов Мюнхенского соглашения выступить судьями. Так как Великобритания и Франция решили не участвовать в решении вопроса о границе, арбитрами стали германский министр иностранных дел Иоахим фон Риббентроп и итальянский министр иностранных дел Галеаццо Чиано. К сожалению, не существует опубликованных документов, объясняющих причины, по которым Великобритания и Франция устранились от решения пограничного вопроса.

### После переговоров

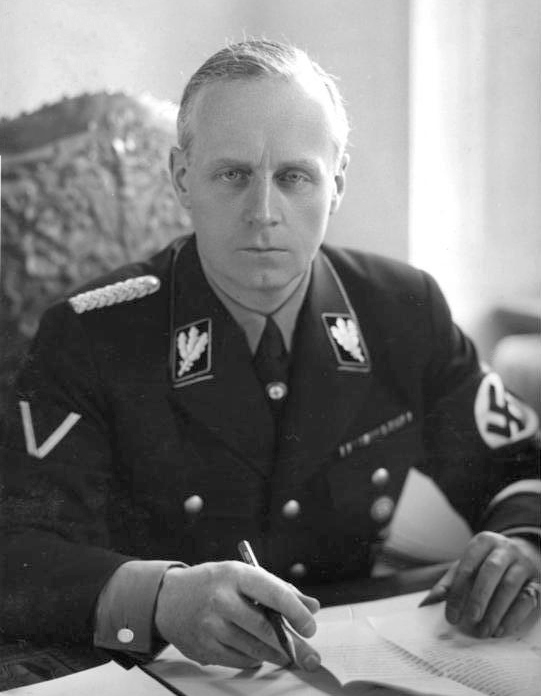
Иоахим фон Риббентроп

5 октября 1938 года Германия негласно решила, что «с военной точки зрения наличие общей польско-венгерской границы нежелательно», и что «с военной точки зрения для Германии предпочтительнее, чтобы Словакия не выходила из Чехословацкого союза, но оставалась там под сильным германским влиянием».
13 октября, в день провала переговоров, Венгрия объявила частичную мобилизацию, а вскоре после этого Словакия ввела военное положение в приграничной зоне. Венгрия отправила делегации в Германию и Италию. Граф Чаки отправился в Рим, и Италия начала подготовку четырёхсторонней конференции — подобной той, что привела к заключению Мюнхенского соглашения. 16 октября венгерский посол в Германии Кальман Дараньи передал Гитлеру, что Венгрия готова к войне. Гитлер заявил, что венгры лгали ему, говоря, что словаки и русины любой ценой хотят присоединения к Венгрии, и объявил, что если Венгрия начнёт боевые действия, то её никто не поддержит. Он посоветовал Венгрии продолжить переговоры и соблюдать этнические принципы. По итогам этого разговора Риббентроп в сотрудничестве с венграми и в присутствии чехословацкого министра иностранных дел Франтишека Хвалковского оформил венгерские предложения в новую линию границы — «линию Риббентропа». Она лучше соблюдала этнические принципы, но на практике мало чем отличалась от линии, ранее предложенной Венгрией. Во время выработки этой линии Риббентроп связался с Италией и посоветовал ей оставить планы созыва четырёхсторонней конференции, так как Германия предпочитает действовать без огласки.
По возвращении в Прагу Хвалковский порекомендовал согласиться на «линию Риббентропа». Однако 19 октября представлявшие Словакию Тисо и Дюрчанский встретились в Мюнхене с Риббентропом и стали убеждать его оставить Кошице (где согласно переписи 1910 года 75 % жителей были венграми) за Чехословакией и согласиться на то, чтобы в Чехословакии осталось столько же венгров, сколько словаков и русин в Венгрии. Через несколько дней оказалось, что Риббентроп весьма недоволен венграми. Как записал итальянский министр иностранных дел Чиано, «правда заключается в том, что он хочет защитить Чехословакию настолько, насколько удастся, и согласен пожертвовать амбициями — даже законными амбициями — Венгрии».
С 17 октября обострилась ситуация вокруг Подкарпатской Руси. Польша предложила разделить Подкарпатскую Русь между Польшей, Венгрией и Румынией. Румыния, будучи связанной с Чехословакией договором о помощи против Венгрии, отказалась и даже предложила Чехословакии военную помощь в Подкарпатье. В ответ Венгрия начала побуждать представителей Подкарпатья к присоединению к Венгрии. Так как создание общей границы, возникшей бы в результате аннексии Венгрией Подкарпатской Руси, было давней мечтой Польши и Венгрии, Польша двинула к границе войска. Однако Германия соглашалась на создание польско-венгерской границы только в том случае, если бы Польша взамен передала Германии Данцигский коридор. Польша отклонила германское предложение. 20 октября представители русинов выработали резолюцию, более или менее поддерживающую проведение плебисцита по вопросу вхождения Подкарпатской Руси в состав Венгрии. Пять дней спустя подкарпатский премьер-министр Андрей Бродий был арестован в Праге, и вместо него премьер-министром Подкарпатской Руси стал Августин Волошин. Волошин был согласен рассматривать лишь вопрос о передаче Венгрии территорий с преимущественно венгерским населением и отверг идею плебисцита.

### Возобновление переговоров
Тем временем между Венгрией и Чехословакией возобновились переговоры по дипломатическим каналам. В результате словацкого визита в Мюнхен 19 октября, Чехословакия сделала 22 октября своё «третье территориальное предложение»: Чехословакия соглашалась передать Венгрии 9.606 км² в южной Словакии и 1.694 км² в Подкарпатской Руси; Чехословакия бы сохранила Братиславу, Нитру и Кошице. Венгрия отвергла предложение и потребовала, чтобы предложенные Чехословакией территории были бы немедленно переданы Венгрии, чтобы на спорных территориях был проведён плебисцит и чтобы Подкарпатье «самостоятельно выбрало своё будущее». Венгрия также предупредила, что если Чехословакия отвергнет предложение, то Венгрия потребует арбитража (итало-германского в западной Словакии и итало-германо-польского в восточной Словакии и Подкарпатской Руси). Чехословакия отвергла требования, но согласилась на арбитраж. Обе стороны надеялись, что их претензии будут поддержаны Германией. Тем временем Великобритания и Франция не проявили никакого интереса к арбитражу, но были готовы принять участие в четырёхсторонней конференции, если бы такая была созвана.

### Перед арбитражем
Чехословакия, однако, недооценила венгерское влияние на Италию. Венгрия продолжала убеждать Италию, что мощное германское влияние в Чехословакии может быть нейтрализовано сильной Венгрией, поддержанной Италией. Вследствие этого, 27 октября итальянский министр иностранных дел Чиано убедил Риббентропа, который тем временем снова изменил мнение и теперь поддерживал идею четырёхсторонней конференции, что итало-германский арбитраж был бы хорошей идеей, так как являлся большим шагом против франко-британского влияния. После долгих колебаний Риббентроп также поддался на убеждение в том, что арбитраж не должен ограничиваться этническими принципами и что нужно передать Венгрии такие важные чехословацкие города, как Кошице, Ужгород и Мукачево. Передача двух последних, однако, означала, что Подкарпатская Русь окажется отрезанной от своих экономических центров и не сможет выжить. Чехословакия была не в курсе этой перемены мнения Риббентропа, и словацкие лидеры рассчитывали на благоприятное для них решение арбитража.
29 октября 1938 года Чехословакия и Венгрия официально попросили Италию и Германию провести арбитраж, заранее соглашаясь с его результатами.

## Арбитраж

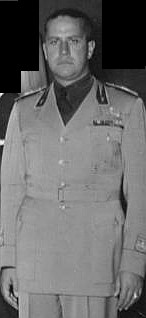
Галеаццо Чиано

### Делегации
Арбитраж был произведён в Вене министрами иностранных дел Германии (Иоахим фон Риббентроп) и Италии (Галеаццо Чиано). Венгерскую делегацию возглавлял министр иностранных дел Венгрии Калман Канья, его сопровождал министр просвещения Паль Телеки. Чехословацкую делегацию возглавляли министр иностранных дел Чехословакии Франтишек Хвалковски и Иван Крно. В чехословацкую делегацию также входили представители Подкарпатской Руси — премьер-министр Августин Волошин — и Словакии (премьер-министр Йозеф Тисо и министр юстиции Фердинанд Дюрчански). На арбитраже присутствовал Герман Геринг.

### Процесс арбитража
Арбитраж начался в Бельведерском дворце Вены в полдень 2 ноября 1938 года. Чехословацкой и венгерской делегациям было предложено изложить свои аргументы. Хвалковский был краток, и оставил изложение чехословацкой точки зрения на долю министра Крно. После этого Риббентроп воспротивился тому, чтобы свои точки зрения официально изложили Тисо и Волошин: согласно объяснению Риббентропа, Тисо и Волошин были членами чехословацкой делегации, и не могли рассматриваться как третья сторона.
Арбитры Риббентроп и Чиано продолжили переговоры с делегациями за обедом, а затем удалились в отдельную комнату, где продолжили обсуждение над картой. Решения арбитража были объявлены около 7 часов вечера.

### Решения арбитража
Чехословакию обязали передать Венгрии территории в южной Словакии и южном Подкарпатье к югу от линии (включительно) Сенец — Галанта — Врабле — Левице — Лученец — Римавска Собота — Елшава — Рожнява — Кошице — Михаляны — Вельке Капушаны — Ужгород — Мукачево — граница с Румынией. Таким образом Чехословакия оставила за собой западнословацкие города Братислава и Нитра, в то время как Венгрия получила три спорных восточных города и четыре населённых пункта в центральном регионе. Площадь передаваемой территории составила 11 927 км² (из них 10 390 приходятся на территорию современной Словакии, остальные — Украины), на ней проживало около 1 060 000 человек.
| .                                | Площадь (км²) | Население | Венгры     | Венгры   | Словаки    | Словаки  |
| .                                | Площадь (км²) | Население | Количество | Доля (%) | Количество | Доля (%) |
| -------------------------------- | ------------- | --------- | ---------- | -------- | ---------- | -------- |
| Чехословацкая перепись 1930 года | 11 927        | 852 332   | 506 208    | 59       | 290 107    | 34       |
| Венгерская перепись 1941 года    | 11 927        | 869 299   | 751 944    | 84,1     | 85 392     | 9,8      |

В неаннексированной части Словакии осталось согласно словацким источникам — 67 тысяч венгров, согласно венгерским источникам — 70 тысяч.
Словакия потеряла 21 % территории, 20 % промышленности, 30 % сельскохозяйственных угодий, 27 % электростанций, 28 % месторождений железной руды, 50 % виноградников, 35 % поголовья свиней, 930 км железнодорожных путей. Восточная Словакия потеряла свой главный город — Кошице. Восточная Словакия и многие города южной Словакии потеряли железнодорожную связь с миром, так как единственная железнодорожная ветка шла через аннексированную территорию, а граница оказалась закрытой. Карпатская Русь потеряла два главных города — Ужгород и Мукачево — и все плодородные земли.
Кроме того, Третий рейх получил в результате арбитража части Братиславы — Девин и Петржалку.
В решении арбитража было сказано, что «обе стороны принимают решение арбитража в качестве окончательного решения вопроса о прохождении границы».
Воспользовавшись дипломатическим поражением Словакии, к её разделу подключилась и Польша, войска которой 26 ноября 1938 года с боем захватили часть словацкой территории в Тешинской области с населёнными пунктами Орава, Спиш и Чадзе. Эти территории были аннексированы поляками.

## После арбитража

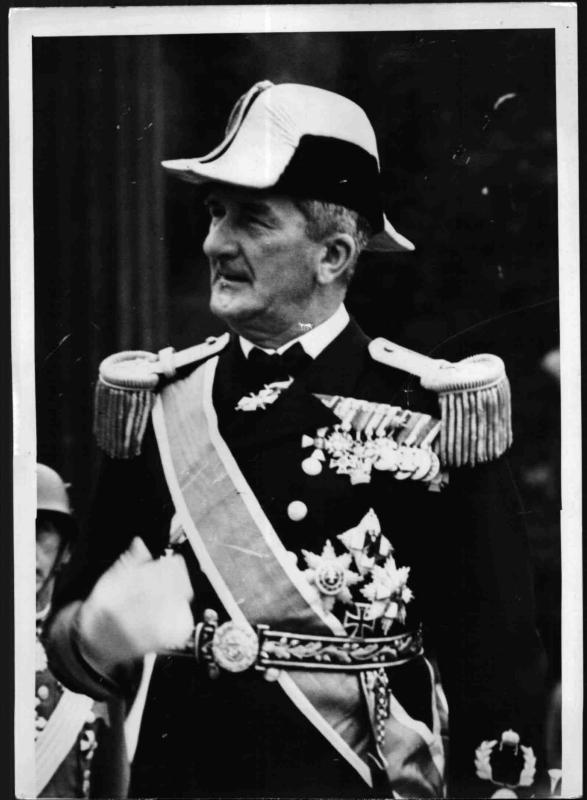
Миклош Хорти

Итоги арбитража оказались очень невыгодными для Словакии и Подкарпатской Руси. Впоследствии это позволило Германии получить контроль над стратегически важной территорией в центре Европы, стравливая Венгрию и Словакию друг с другом, так как обе эти страны рассчитывали на германскую поддержку.

### Последствия арбитража
Вскоре после того, как были объявлены решения арбитража, Янош Эстерхази — лидер венгерского меньшинства в Словакии — предложил, чтобы Венгрия вернула Словакии 1000 км² территории, на которой преобладало словацкое население (районы Шурани и Палариково), дабы обеспечить долговременное мирное сосуществование двух наций. Его предложение было проигнорировано Будапештом.
С 5 по 10 ноября 1938 года гонвед занял переданные территории. 11 ноября 1938 года венгерский регент Миклош Хорти лично прибыл в главный город переданной территории — Кашша. К этому времени город покинули 15 тысяч чехов и словаков (чехи жили там с 1919 года), ещё 15 тысяч должны были сделать это до конца месяца, остаться должно было около 12 тысяч словаков и ни одного чеха.
Переданные Чехословакией территории исторической Верхней Венгрии были официально включены в состав Венгрии решением венгерского парламента от 12 ноября 1938 года. В соответствии с историческим административным делением Венгерского королевства, на новых территориях было образовано два новых медье с административными центрами в Нове Замки и Левице, часть земель вошла в состав существующих венгерских медье.
Так как во время арбитража новая граница была проведена на крупномасштабной карте, то во время процесса делимитации границы Венгрия смогла передвинуть её ещё дальше к северу. Чехословакия не протестовала, так как её правительство страшилось нового арбитража.
Под давлением Гитлера Словакия 14 марта 1939 года объявила о своей независимости. Чехословакия прекратила своё существование. Два дня спустя Гитлер проинформировал Венгрию, что она может в течение 24 часов оккупировать оставшуюся часть Подкарпатской Руси, но не должна трогать остальной территории Словакии. 15 марта 1939 года на чехословацкой части Подкарпатской Руси в городе Хуст было провозглашено создание независимой республики Карпатская Украина, но к 18 марта её территория была оккупирована Венгрией.
15 марта венгерские войска заняли небольшой участок территории собственно Словакии. Не встретив сопротивления, 23 марта Венгрия предприняла крупное вторжение в восточную Словакию, намереваясь «продвинуться на запад настолько, насколько удастся». После небольшой словацко-венгерской войны Венгрия получила ещё 1,897 км² территории Словакии с 69.630 жителями — в основном словаками или русинами. Венгрия заявила, что не считает это нарушением решений Венского арбитража, так как он касался отношений Венгрии и Чехословакии, а Чехословацкого государства уже несколько дней как не существует.

### Жизнь на территориях, перешедших Венгрии
В связи с тем, что после того, как по Трианонскому договору 1920 года Венгрия лишилась значительной части своей территории, её экономика впала в депрессию, уровень жизни в межвоенной Чехословакии был выше уровня жизни в Венгрии. В результате уровень жизни жителей переданных Венгрии территорий снизился: в Венгрии рабочий день был длиннее, зарплаты — ниже, цены и налоги — выше, и т. д.
В нарушение документов арбитража Венгрия ввела на присоединённых территориях военное управление, и не обеспечило охраны прав национальных меньшинств — наоборот, началось преследование словаков, русин, евреев и даже немцев. Было закрыто большинство словацких учебных заведений, уволено 862 из 1119 словацких учителей. 5 ноября 1938 года начальник венгерского генерального штаба издал приказ об изгнании с присоединяемых территорий всех чешских и словацких колонистов, и венгерское правительство пошло на переговоры лишь тогда, когда возмущённое правительство Словакии предприняло аналогичные меры против живших на территории Словакии венгров.
Многие словаки, румыны и русины были в 1942 году призваны во 2-ю венгерскую армию и отправлены на Восточный фронт. После разгрома этой армии во время Острогожско-Россошанской операции Советской армии, венгерский премьер-министр Миклош Каллаи 23 февраля 1943 года заявил: «Благодарение Богу, что разгром венгерской армии не сильно затронул венгерскую нацию, так как представители других национальностей потеряли больше».

### После Второй Мировой войны
После того, как на переданные Венгрии территории пришла Советская армия, они — как и существовавшая недолгое время Первая Словацкая республика — вновь стали частью Чехословакии. После войны те венгры, которые не были участниками движения Сопротивления, рассматривались в Чехословакии как военные преступники. В отличие от того, что было проделано с немцами, союзники не позволили провести депортацию венгров — вместо этого был устроен «обмен населением»: 68 407 венгров было переселено в Венгрию, а словаки из Венгрии были переселены в Чехословакию. Ещё 31 780 венгров было выселено потому, что они переселились на эти территории уже после Венского арбитража. Венграм и немцам пришлось пройти процесс словакизации. Ещё ранее, для ассимиляции венгров в Чехословакии, около 44 тысяч венгров и 100 тысяч словаков было послано на работы в Судетскую область, откуда были выселены немцы. Год или два спустя венграм было разрешено вернуться в южную Словакию, и порядка 24 тысяч из них воспользовались этой возможностью. Этот период беззакония завершился с приходом к власти в 1948 году коммунистов, после чего венгры — в отличие от немцев — вновь получили чехословацкое гражданство и были восстановлены во всех правах, за исключением имущественных (см. Декреты Бенеша). В октябре 1948 года чехословацкий парламент вернул чехословацкое гражданство всем венграм, которые жили в Словакии на момент 1 ноября 1938 года и не обвинялись в преступлениях.

## Нулификация
Ещё во время войны Союзники объявили решения Венских арбитражей юридически ничтожными, так как они были прямым следствием также отменённого Мюнхенского соглашения. Это было подтверждено Парижской мирной конференцией 1947 года, когда 10 февраля 1947 года был подписан мирный договор с Венгрией, статья 1(4a) которого гласила: «Решения Венского арбитража от 2 ноября 1938 года объявляются юридически ничтожными». В договоре было сказано, что граница между Венгрией и Чехословакией устанавливается по линии границы, существовавшей между Венгрией и Чехословакией на 1 ноября 1938 года (за исключением передаваемых Чехословакии трёх деревень к югу от Братиславы — Русовце, Чуново, Яровце (ныне часть Братиславы V)). Подкарпатская Русь в конце июня 1945 года была передана СССР.